# Edward Baker Lincoln
Edward Baker "Eddie" Lincoln (10 de marzo de 1846 - 1 de febrero de 1850) fue el segundo hijo de Abraham Lincoln y Mary Todd Lincoln. Fue llamado así por el amigo de Lincoln Edward Dickinson Baker. Mientras tanto su madre como su padre escribían su diminutivo como "Eddy", el Servicio de Parques Nacionales usa "Eddie", el cual está grabado en su lápida.[cita requerida]

## Primeros años
Poco se sabe sobre el segundo hijo Lincoln. Una historia actual dice que un día durante una visita a la familia de Mary, el hermano mayor de Eddie, Robert Todd Lincoln, encontró un gatito y lo trajo a casa. A pesar de la aversión de la madrastra de Mary por los gatos y su orden de tirarlo, Eddie gritó y protestó. Cuidaba del indefenso gatito, que él amaba. Eddie fue descrito por sus padres como un niño tierno, bondadoso, y amoroso.

## Muerte
Eddie murió un mes antes de su cuarto cumpleaños. Aunque registros censales indican que la "tuberculosis" fue la causa de su muerte,  ha sido sugerido posteriormente que Eddie murió de Cáncer medular tiroideo dado que: (a) "tuberculosis" era un término aplicado también entonces a muchas enfermedades debilitantes, (b) el cáncer es una enfermedad debilitante, (c) su padre y dos de sus hermanos tenían muchas características compatibles con el síndrome de cáncer genético Neoplasia endocrina múltiple 2b (NEM2B), (d) El labio inferior denso y asimétrico de Eddie es un signo de (NEM2B), y (e) 100% de personas con NEM2B desarrolla Cáncer medular tiroideo, a veces tan temprano como en el periodo neonatal.
El cuerpo de Eddie fue enterrado en el cementerio de Hutchinson en Springfield, Illinois. Ambos padres quedaron devastados. Algunos historiadores creen que con la muerte de Eddie comenzó el viaje de Mary Todd hacia la inestabilidad mental. Una semana después de la muerte de Eddie, un poema sin firmar titulado "Pequeño Eddie" fue impreso en el Diario de Illinois.

"Esas estrellas de medianoche están tristemente atenuadas, que tan brillante tarde, y el tono carmesí de la mejilla y el labio, con la cálida vida del corazón ha volado. La muerte del ángel estaba cerca, y el niño encantador fue llamado a morir.

Las ondas sedosas de su brillante cabello mienten todavía sobre su frente de mármol, y el labio pálido y la mejilla nacarada, la presencia de la muerte. Pequeño brote puro en la bondad dada, en misericordia llevado a florecer en el Cielo.
Muy lejos está el niño ángel, con el arpa y la corona de oro, ¿Quién canta ahora a los pies del Salvador?, las glorias para nosotros incalculables. Eddie, encontró la flor de amor celestial, habita en el mundo espiritual arriba.

Niño Ángel, que te vaya bien, adiós, dulce Eddie, te damos el adiós! El lamento del afecto no puede alcanzarte ahora, aunque profundo sea, y verdadero. Brillante es el hogar que ahora le ha sido dado, porque "de tales es el Reino de los Cielos".
Autor Desconocido

La autoría del poema fue por mucho tiempo un misterio suponiendo que Abraham y Mary Lincoln lo escribieron. En 2012, la Asociación Abraham Lincoln publicó un artículo en su revista que concluye que tampoco los padres escribieron el poema, y que en cambio fue un borrador temprano escrito por un poeta joven de St. Louis. La última línea está grabada en la lápida del chico. Esto es probablemente una referencia a Mateo 19:14 KJV "Pero Jesús dijo: Dejad a los niños, y no les impidáis venir a mi, porque de ellos es el Reino de los Cielos".
El siguiente hijo de Abraham y Mary, Willie Lincoln, nació diez meses después de la muerte de Eddie. Después de la muerte del presidente Lincoln, los restos de Eddie fueron transferidos a la Tumba de Lincoln en el Cementerio Oak Ridge en Springfield.